# Manfred von Brauchitsch

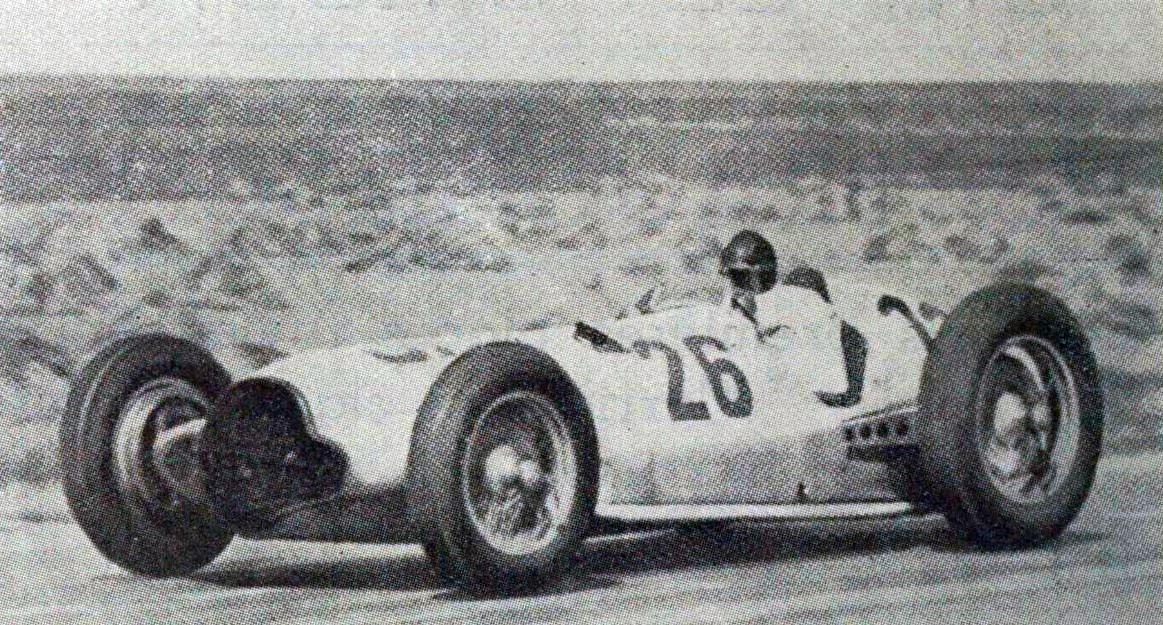
Manfred von Brauchitsch conduciendo un Mercedes-Benz W154 en 1938.

Manfred Georg Rudolf von Brauchitsch (Hamburgo, 15 de agosto de 1905-Gräfenwarth, Schleiz, 5 de febrero de 2003) fue un piloto de automovilismo alemán. Es principalmente conocido por conducir para Mercedes-Benz en la década del 30 con las «Flechas plateadas».

## Carrera
Nacido en Hamburgo, Manfred era sobrino del militar Walther von Brauchitsch y se había unido al ejército alemán, pero lo abandonó tras un accidente en motocicleta. Poco después comenzó a competir en subidas de montaña con un Mercedes.
En 1931, von Brauchitsch subió al podio en dos carreras de nivel nacional, el Eifelrennen y el Avusrennen. Al año siguiente, ganó el Avusrennen con un Mercedes-Benz SSKL modificado aerodinámicamente para ese trazado de alta velocidad.
Fue llamado por Alfred Neubauer para integrar el equipo de fábrica de Mercedes, el cual había conseguido una gran inversión estatal. Manfred ganó el Eifelrennen en 1934 con un W25. En esa competencia, el Mercedes superaba el peso máximo permitido y von Brauchitsch recomendó al equipo quitarle la pintura blanca para reducir el peso y dejarle el gris metálico, dando lugar así a la denominación de «Flechas plateadas» y al nuevo color característico de la marca. Poco después tuvo un accidente con graves heridas.
Volvió a la competición al año siguiente, subiendo al podio en los Grandes Premios de Francia y Bélgica. En su GP de casa, Manfred lideraba la carrera con una importante ventaja sobre Tazio Nuvolari (Alfa Romeo), pero en la última vuelta una pinchadura en un neumático lo hizo perder la victoria. Un nuevo podio en España le sirvió para terminar tercero el Campeonato Europeo de ese año. En 1936 no tuvo resultados destacables en un año casi sin éxitos para la marca.
Para 1937, Mercedes presentó el W125. von Brauchitsch alcanzó varios podios a inicio de año y ganó por segunda vez en su carrera en el Gran Premio de Mónaco; tenía órdenes de dejar pasar a Rudolf Caracciola pero las ignoró y triunfó por más de un minuto de diferencia. En la temporada europea de 1938 consiguió su tercera y última victoria, en el GP de Francia y en un 1-2-3 del nuevo W154. Largó primero el GP de Alemania, pero un problema en boxes y, finalmente, y choque a falta de siete vueltas lo privaron de un buen resultado. Tanto en la temporada 1937 como en la temporada 1938 del Campeonato Europeo de Pilotos fue segundo detrás de Caracciola. También ganó en pista la Coppa Ciano de 1938, pero fue descalificado por ayuda externa.
En 1939 subió a podios en dos Grandes Premios puntuables. Lideraba el Gran Premio de Belgrado, disputado en pleno inicio de la Segunda Guerra Mundial, pero un despiste lo hizo perder tiempo y finalmente fue segundo. Tras la guerra, Manfred von Brauchitsch solamente compitió en eventos menores y se retiró antes de 1950.

## Vida personal
Participó en tres filmaciones cinematográficas, siendo el protagonista principal de Kampf de 1932.
Durante y luego de la guerra, fue secretario de un general en Berlín y vivió brevemente en Argentina. Tras su vuelta a Alemania Occidental, contrajo matrimonio y participó en diferentes organizaciones deportivas. Sus relaciones con países comunistas causaron su arresto en 1954, pero huyó a Alemania Oriental al año siguiente, dejando a su esposa, quien se suicidó. Volvió a integrar organizaciones deportivas nacionales e internacionales y recibió la Orden Olímpica del COI en 1988.
Falleció el 5 de febrero de 2003, a la edad de 97 años.

## Resultados

### Campeonato Europeo de Pilotos
(Clave) (negrita indica pole position) (cursiva indica vuelta rápida)
| Año     | Escudería       | 1       | 2       | 3       | 4      | 5       | 6       | 7     | Pos. | Puntos |
| ------- | --------------- | ------- | ------- | ------- | ------ | ------- | ------- | ----- | ---- | ------ |
| 1935    | Daimler-Benz AG | MON Ret | FRA 2   | BEL 2‡  | GER 5  | SUI Ret | ITA Ret | ESP 3 | 3.º  | 34     |
| 1936    | Daimler-Benz AG | MON Ret | GER 7   | SUI Ret | ITA    |         |         |       | 10.º | 24     |
| 1937    | Daimler-Benz AG | BEL Ret | GER 2   | MON 1   | SUI 3  | ITA Ret |         |       | 2.º  | 15     |
| 1938    | Daimler-Benz AG | FRA 1   | GER Ret | SUI 3   | ITA 3‡ |         |         |       | 2.º  | 15     |
| 1939    | Daimler-Benz AG | BEL 3   | FRA Ret | GER Ret | SUI 3  |         |         |       | 4.º  | 19     |
| Fuente: |                 |         |         |         |        |         |         |       |      |        |